# Beredskap
Beredskap kallas ett tillstånd där man är förberedd att möta ett kommande tänkt läge, ofta av kritisk natur – krigsberedskap, brandberedskap och liknande. I tider av bristande sysselsättningsmöjligheter, till exempel under en lågkonjunktur, kan så kallat beredskapsarbete ordnas, se även nödhjälpsarbete. 
Trots att Sverige inte deltog i andra världskriget som krigförande nation var hela landet satt på krigsfot och det svenska försvaret hade en beredskap för att försvara landet mot fientliga anfall. Tiden i Sverige under andra världskriget kallas därför "beredskapen" eller "beredskapstiden".
För att utveckla och stödja samhällets förmåga att hantera olyckor och kriser finns i Sverige Myndigheten för samhällsskydd och beredskap, MSB, som är baserad i Karlstad. MSB hjälper den offentliga sektorn, privata företag, föreningar och privatpersoner med information inför en eventuell händelse och bidrar till att samhället förebygger händelser för att vara beredda när de inträffar. Den samlar också in information om tidigare kriser för att utröna vad som gick bra och vad som gick mindre bra, samt vad som skulle kunna ha gjorts bättre. När en allvarlig olycka eller kris inträffar ger MSB stöd. Arbetet omfattar allt från små olyckor i vardagen till stora katastrofer lokalt, regionalt och nationellt. MSB genomför dessutom insatser i andra länder. Till dessa rekryteras personal från många olika yrkesgrupper.
MSB utbildar och övar människor, organisationer och myndigheter på både nationell och internationell nivå i Revinge, på Sandö och i Rosersberg och genomför även ett antal utbildningar och kurser på andra platser runt om i landet.